# Neoserica vasta
Neoserica vasta är en skalbaggsart som beskrevs av Brenske 1899. Neoserica vasta ingår i släktet Neoserica och familjen Melolonthidae. Inga underarter finns listade i Catalogue of Life.